# Eudes de Penthièvre
Eudes de Penthièvre, también Odo de Rennes, Éon de Penthièvre y Odón de Bretaña (Eudón, c. 999–7 de enero de 1079) fue un noble bretón, conde de Rennes y de Penthièvre, vizconde de Porhoët y señor de Avaugou. Hijo de Godofredo I de Bretaña y Hawise, hija de Ricardo I de Normandía.
Cuando su padre Godofredo murió, Eudes y su hermano Alan eran menores de edad. Su padre ya había iniciado alianzas dinásticas con Ricardo II de Normandía, al casarse con su hermana Hawise en 996 por un lado; y por otro lado casando a su hermana Judith de Bretaña con el duque Ricardo hacia el año 1000. Por lo tanto, Alan y Eudes eran primos hermanos de los hijos de Ricardo II (Ricardo III y Roberto I de Normandía (padre de Guillermo el Conquistador), sobrinos de Emma de Normandía y por lo tanto primos hermanos de Eduardo el Confesor, Canuto Hardeknut, Goda de Inglaterra, Gunhilda de Dinamarca y Alfred Aetheling. Su madre asumió el papel de regente y Ricardo II el normando el de guardián de Bretaña, un acuerdo que fue correspondido tras la muerte de Roberto I de Normandía en 1035. Ese mismo año (1035), tras una disputa entre Eudes y el duque Alano III, su tío Judicaël, obispo de Vannes, arbitró, y Alano III concedió a Eudes los obispados de Saint-Brieuc, Saint-Malo, Tréguier y Dol-de-Bretagne, así como los condados y baronías de Penthièvre, Goëlo, Avaugour y Lamballe. Eudes estableció su capital en Lamballe, donde comenzó a emitir moneda en su propio nombre. 
Tras la muerte de su hermano, el duque Alano III, en 1040, Eudes gobernó como regente de Bretaña en nombre de su sobrino Conan II, manteniéndolo bajo custodia. Conan fue liberado por sus partidarios en 1047. La regencia de Eudes debería haber terminado cuando Conan alcanzó la mayoría de edad (hacia 1054), pero Eudes se negó a ceder el control del ducado.
En 1054, Geoffroy de Mayenne en Maine, despechado por las nuevas fortificaciones de Guillermo II de Normandía en Ambrières, apeló a Godofredo II de Anjou, quien llamó en su ayuda a Guido Guillermo de Aquitania y al conde Eudes de Bretaña. La coalición fue derrotada en la batalla de Mortemer.
Para 1056, Conan II había logrado el control de Bretaña, y en 1057 capturó a su tío Eudes y lo encadenó en una celda. El hijo mayor de Eudes, Geoffrey Boterel, continuó luchando contra Conan en una guerra de cinco años. Sin embargo, en 1062 se firmó la paz entre Conan y Geoffrey. Eudes quedó libre, pero continuó la lucha por su cuenta. Para algunos historiadores favorables a la casa de Penthièvre, consideran a Eudes gobernante de Bretaña entre 1040 y 1062, pero otras fuentes consideran que su dominio acabó de facto con su captura y prisión en 1057. Por sus vínculos familiares, Conan era con tendiente legítimo para el título de Duque de Normandía, una amenaza para el joven Guillermo el Bastardo. En 1064, un vasallo de Eudon, Rivallon I de Dol, invitó al duque Guillermo a unirse a él contra Conan, iniciando así la Guerra Bretón-Normanda de 1064-1065, en la que Normandía, el condado de Anjou, Dol-de-Bretagne y el cautivo Harold Godwinson se unieron contra Conan II, como se representa en tres paneles del Tapiz de Bayeux. Los historiadores difieren sobre si Guillermo o Conan deben considerarse vencedores en este conflicto.

## Conquista normanda de Inglaterra
Eudes proporcionó, entrenó y equipó a 5.000 soldados bretones para el ejército de Guillermo el Conquistador. De ellos, 4.000 eran profesionales de caballería ligera, caballería pesada, arqueros, ballesteros y hacheros; también reclutó y entrenó a 1.000 lanceros. Eudes embarcó a estas tropas en 100 barcos bajo el mando de sus hijos, los condes Alan Rufus y Brian de Bretaña, y zarparon desde Bretaña para unirse a las fuerzas normandas reunidas en Barfleur y luego dirigirse a  Saint-Valery-sur-Somme, donde estaba su ejército preparándose para cruzar el Canal de la Mancha.

## Rebelión contra Hoel II de Bretaña
A pesar de su avanzada edad, Eudes participó en la fallida rebelión de 1075/1076 contra Hoel II de Bretaña, liderada por Godofredo Grenonato de Rennes y Raúl de Guader, al poco de finalizar la rebelión de los Condes contra Guillermo (recién salido de su rebelión de 1075 contra el rey Guillermo). Hoel II contó con el apoyo de Guillermo el Conquistador, lo que situó brevemente a Eudes y Guillermo en bandos opuestos una vez más, una situación que pronto se resolvió cuando, para decepción de Guillermo, Hoel llegó a un acuerdo con los rebeldes.

## Muerte
Falleció en Cesson-Sévigné, el 7 de enero de 1079, cuando tenía alrededo de 80 años de edad. Fue sepultado en la catedral de Saint-Brieuc.

## Herencia
Se casó con Agnès [Orguen] de Cornualles (c. 1015-1078), hija de Alan Canhiart. Fruto de esa relación nacieron varios hijos:
- Alan Rufus;
- Geoffroi I Botterel de Penthièvre (c. 1050-1096);
- Etienne (Esteban) de Penthièvre (c. 1058-1136), conde de Tréguier;
- Guillaume Fitz Eudo;
- Robert Fitz Eudo (m. 1083). Sacerdote en Yorkshire;
- Richard Fitz Eudo. Canónigo en Bayeux.

Otros hijos, ilegítimos:
- Brian de Bretaña;
- Alan el Negro;
- Matilda de Penthièvre (c. 1049-1136);
- Ribald FitzEudo (c. 1050-1121), primer barón de Middleham. Recibió su señorío de Alan Rufus;
- Bardolf Fitz Eudo (c. 1052-1120), barón de Ravensworth. Primer referente de la familia de FitzHugh en Inglaterra;[7]
- Bodin Fitz Eudo (c. 1052-?);[8]
- Derrien bastardus Fitz Eudo; Señor de La Roche-Derrien en Bretaña. Constructor y fundador del castillo de La Roche-Derrien.
- Arnald Fitz Eudo.